# Эцери (Чиатурский муниципалитет)
Эцери (груз. ეწერი) — село в Грузии, на территории Чиатурского муниципалитета края (мхаре) Имеретия.

## География
Село находится на западе центральной части Грузии, на расстоянии приблизительно 8 километров (по прямой) к западо-юго-западу от города Чиатура, административного центра муниципалитета. Абсолютная высота — 617 метров над уровнем моря.

## Население
По результатам официальной переписи населения 2014 года, в Эцери проживало 474 человека (231 мужчина и 243 женщины). В национальной структуре населения грузины составляли 99,8 %, русские — 0,2 %.
| Год  | Население, человек |
| ---- | ------------------ |
| 2002 | 739                |
| 2014 | ↘ 474              |